# Простягання пласта

2. 1-простягання, 2-падіння, 3-видиме падіння, 4-кут падіння

Простягання пласта – напрям горизонтальної лінії на поверхні пласта (шару, жили, зміщувача). За позитивний напрям П. умовно прийнято такий, при якому падіння спрямоване праворуч. До цього напряму визначають азимут чи дирекційний кут простягання. Разом з падінням П. складає елементи залягання покладу.

Лінія простягання

Лінія простягання – лінія перетину поверхні пласта, жили чи іншої поверхні геологічного контакту з горизонтальною площиною. Визначається з допомогою гірничого компаса. 